# Nebojša Radmanović
Nebojša Radmanović (Небојша Радмановић; nascido a 1 de outubro de 1949 em Gračanica, Bósnia e Herzegovina, Jugoslávia) é um político bósnio, de etnia sérvia. Terminou os seus estudos em Banja Luka, antes de ingressar na Universidade de Belgrado, em filosofia. Foi eleito  a 1 de outubro de 2006, para um mandato de quatro anos como membro sérvio da Presidência da Bósnia e Herzegovina, cargo tripartido. Tomou posse a 6 de novembro do mesmo ano, tal como os dois outros membros da referida Presidência: Haris Silajdžić e Željko Komšić. Foi reeleito em 2010 para um novo mandato de quatro anos, até 2014. É membro da Aliança de Sociais Democratas Independentes. É casado, tendo dois filhos.
Foi sucedido no cargo por Mladen Ivanić em novembro de 2014.